# ماركو كريمي
ماركو كريمي (بالإيطالية: Marco Crimi) (17 مارس 1990 بمسينة في إيطاليا - ) هو لاعب كرة قدم إيطالي في مركز الوسط. شارك مع منتخب إيطاليا تحت 21 سنة لكرة القدم. أما مع النوادي، فقد لعب مع نادي باري ونادي بولونيا ونادي كاربي وASD Nuova Igea Virtus ‏ ولاتينا كالتشيو ونادي غروسيتو.

## روابط خارجية
- ماركو كريمي على موقع قاعدة بيانات كرة القدم.إي يو (الإنجليزية)
- ماركو كريمي على موقع Soccerway.com (الإنجليزية)
- ماركو كريمي على موقع عالم كرة القدم.نت (الإنجليزية)
- ماركو كريمي على موقع AS.com (الإسبانية)